# Колачице
Колачѝце (на полски: Kołaczyce) е град в Югоизточна Полша, Подкарпатско войводство, Ясленски окръг. Административен център е на градско-селската Колачишка община. Заема площ от 7,15 км2.

## Население
Според данни от полската Централна статистическа служба, към 1 януари 2014 г. населението на града възлиза на 1 447 души. Гъстотата е 202 души/км2.